# Valentine Road
Valentine Road (también conocido como Valentine Road: El asesinato de Lawrence King) es un documental estadounidense dirigido por Marta Cunningham. El filme relata el asesinato del joven homosexual Lawrence King a manos de su compañero de clase Brandon McInerney, hecho ocurrido en el año 2008.

## Trasfondo
Para crear el documental, la directora Marta Cunningham se basó en la historia de Lawrence King, un adolescente de quince años abiertamente gay e inconforme con los roles de género, que fue asesinado a tiros en su salón de clases por Brandon McInerney, un compañero de clase de catorce años.
Al investigar el caso, Cunningham sintió la necesidad de confrontar lo que percibía como una representación homofóbica de King en los medios de comunicación. Comenzó a asistir a las audiencias y mociones previas al juicio de McInerney. «Cuanto más profundizaba en el caso, más descubría una red de matices y complejidades que no estaban recibiendo un análisis justo ni en los medios ni en los tribunales».
Instalada en la ciudad de Oxnard, California, la directora pasó cuatro años reuniendo más de 350 horas de grabaciones. El resultado fue un documental en el que, según Los Angeles Times, la cineasta «logra tejer con maestría una especie de colcha memorial cinematográfica dedicada a King, quien, poco antes de morir, vivía en un centro de tratamiento, alejado de sus padres adoptivos [...] Imágenes de archivo, videos de vigilancia escolar y bocetos de la sala de audiencias completan este poderoso y desgarrador recordatorio de un chico valiente, aficionado a las prendas femeninas y con un enamoramiento mal dirigido, a quien con demasiada frecuencia se culpó de su propia muerte».

## Estreno y premios
El documental fue estrenado en el Festival de Cine de Sundance. El canal HBO lo exhibió al inicio de su temporada de otoño de 2013. Valentine Road fue nominado a los premios Emmy en las categorías de mejor documental y mejor cubrimiento de una noticia en formato de larga duración en la edición número 35 de los Premios Emmy de Noticia y Documental.

## Recepción
En el portal especializado Rotten Tomatoes tiene una aprobación del 91% con base en once reseñas. USA Today elogió la película calificándola de «conmovedora, impactante y equilibrada», y recomendó que fuera «un material obligatorio para promover la tolerancia en escuelas secundarias y preparatorias». David Hinckley de New York Daily News escribió: «Para el espectador, la acción de Brandon resulta trágica e inexcusable. Lo difícil es cómo responder a ella, y Valentine Road, como gran parte de "el sistema", no sugiere ninguna respuesta fácil».
Para Brian Gibson de Vue Weekly, el filme «sondea las patéticas profundidades de la intolerancia y la compasión distorsionada en uno de los estados supuestamente más liberales de la unión. Su enfoque panorámico y bilateral de un brutal y traumatizante acto de violencia vengativa hiela y paraliza el corazón». En una nota negativa, Dominic Mill del sitio web We Got This Covered lo definió como «un documental mal hecho, con una falsa sensación de imparcialidad y una duración rellenada con entrevistas a personas demasiado estúpidas y mal informadas como para tener algo que decir».
Valentine Road fue incluido junto con los filmes L'inconnu du lac, Concussion, La vida de Adele y I Want Your Love en una lista de cinco películas recomendadas con temática LGBTI, elaborada por el portal The Conversation. El sitio web la definió como «una película desgarradora, pero importante, que aborda los efectos devastadores de la homofobia y la transfobia».